# Kamlunge
Kamlunge är en by i Kalix kommun, belägen cirka 25 kilometer från centralorten Kalix. 

## Om orten
I byn finns det en camping. I Kamlunge är det ännu vanligt att man sommartid fiskar efter sik på traditionellt sätt med håv på flera platser längs med älven.Notfiske sker även vissa år.
Kamlungebron byggdes 1942 av Svenska Aktiebolaget Christiani & Nielsen. Den är en tvåspännig bågbro av stål och går över Kamlungeforsen som flyter igenom byn.
Det finns en hembygdsgårdsförening i byn. 

## Historia
1543 omnämns byn för första gången under namnet 'Kamlwhnge' och då fanns det två gårdar upptagna i jordeboken. Gästgiveri har funnits i byn, och byggdes troligtvis under 1700-talet och en del av ett gästgiverihus flyttades på 1800-talet till området Heden och finns kvar än idag.
1887 byggdes skolan i Kamlunge. Omkring 1940 lades verksamheten ner, och byggnaden övertogs av hembygdsföreningen som rustat upp den under 1990-talet.
Kalix älvs Flottningsförening bildades 1895, och hade ett kontor i Kamlunge. 1977 upphörde flottningen.
1896 inrättades en poststation i byn och 1906 färdigställdes bönhuset.